# Stenoproctus kilimanjaroensis
Stenoproctus kilimanjaroensis är en tvåvingeart som beskrevs av Smith 1967. Stenoproctus kilimanjaroensis ingår i släktet Stenoproctus och familjen puckeldansflugor.
Artens utbredningsområde är Tanzania. Inga underarter finns listade i Catalogue of Life.